# Unione Sportiva Casertana 1985-1986
Questa voce raccoglie le informazioni riguardanti l'Unione Sportiva Casertana nelle competizioni ufficiali della stagione 1985-1986.

## Rosa
| N. |                   | Ruolo | Calciatore             |
| -- | ----------------- | ----- | ---------------------- |
|    | Italia (bandiera) | A     | Enio Bonaldi           |
|    | Italia (bandiera) | D     | Mario Buccilli         |
|    | Italia (bandiera) | P     | Filippo De Lorenzo     |
|    | Italia (bandiera) | A     | Marco Finizzola        |
|    | Italia (bandiera) | C     | Giulio Forte           |
|    | Italia (bandiera) | A     | Massimiliano Franchini |
|    | Italia (bandiera) | C     | Antonio Genzano        |
|    | Italia (bandiera) | D     | Ivanio Giordano        |
|    | Italia (bandiera) | C     | Salvatore Ianniello    |
|    | Italia (bandiera) | A     | Luca Mariotti          |

| N. |                   | Ruolo | Calciatore            |
| -- | ----------------- | ----- | --------------------- |
|    | Italia (bandiera) | C     | Dario Mauro           |
|    | Italia (bandiera) | D     | Gabriele Morganti     |
|    | Italia (bandiera) | C     | Luigi Nicassio        |
|    | Italia (bandiera) | P     | Gianluca Pacchiarotti |
|    | Italia (bandiera) | D     | Alessandro Pasquali   |
|    | Italia (bandiera) | D     | Domenico Petriello    |
|    | Italia (bandiera) | C     | Davide Ricci          |
|    | Italia (bandiera) | C     | Pasquale Suppa        |
|    | Italia (bandiera) | P     | Vincenzo Tortora      |
|    | Italia (bandiera) | A     | Pasquale Viscido      |

## Risultati

### Serie C1

#### Girone di andata
| 22 settembre 1985 1ª giornata | Monopoli | 1 – 0 | Casertana |  |

| 29 settembre 1985 2ª giornata | Casertana | 1 – 0 | Ternana |  |

| 6 ottobre 1985 3ª giornata | Campania | 0 – 0 | Casertana |  |

| 13 ottobre 1985 4ª giornata | Casertana | 0 – 0 | Barletta |  |

| 20 ottobre 1985 5ª giornata | Messina | 2 – 1 | Casertana |  |

| 27 ottobre 1985 6ª giornata | Casertana | 1 – 0 | Licata |  |

| 3 novembre 1985 7ª giornata | Taranto | 0 – 0 | Casertana |  |

| 10 novembre 1985 8ª giornata | Sorrento | 0 – 0 | Casertana |  |

| 17 novembre 1985 9ª giornata | Casertana | 0 – 0 | Cosenza |  |

| 24 novembre 1985 10ª giornata | Cavese | 1 – 1 | Casertana |  |

| 1º dicembre 1985 11ª giornata | Casertana | 3 – 0 | Benevento |  |

| 8 dicembre 1985 12ª giornata | Salernitana | 1 – 1 | Casertana |  |

| 15 dicembre 1985 13ª giornata | Casertana | 0 – 0 | Siena |  |

| 22 dicembre 1985 14ª giornata | Livorno | 0 – 1 | Casertana |  |

| 5 gennaio 1986 15ª giornata | Casertana | 3 – 1 | Foggia |  |

| 12 gennaio 1986 16ª giornata | Brindisi | 0 – 0 | Casertana |  |

| 19 gennaio 1986 17ª giornata | Casertana | 3 – 0 | Casarano |  |

#### Girone di ritorno
| 26 gennaio 1986 18ª giornata | Casertana | 2 – 0 | Monopoli |  |

| 2 febbraio 1986 19ª giornata | Ternana | 1 – 1 | Casertana |  |

| 9 febbraio 1986 20ª giornata | Casertana | 1 – 2 | Campania |  |

| 16 febbraio 1986 21ª giornata | Barletta | 1 – 0 | Casertana |  |

| 23 febbraio 1986 22ª giornata | Casertana | 2 – 1 | Messina |  |

| 2 marzo 1986 23ª giornata | Licata | 1 – 1 | Casertana |  |

| 9 marzo 1986 24ª giornata | Casertana | 0 – 0 | Taranto |  |

| 23 marzo 1986 25ª giornata | Casertana | 1 – 0 | Sorrento |  |

| 29 marzo 1986 26ª giornata | Cosenza | 0 – 0 | Casertana |  |

| 6 aprile 1986 27ª giornata | Casertana | 0 – 1 | Cavese |  |

| 13 aprile 1986 28ª giornata | Benevento | 1 – 1 | Casertana |  |

| 20 aprile 1986 29ª giornata | Casertana | 3 – 1 | Salernitana |  |

| 4 maggio 1986 30ª giornata | Siena | 1 – 0 | Casertana |  |

| 11 maggio 1986 31ª giornata | Casertana | 1 – 0 | Livorno |  |

| 18 maggio 1986 32ª giornata | Foggia | 3 – 1 | Casertana |  |

| 25 maggio 1986 33ª giornata | Casertana | 0 – 1 | Brindisi |  |

| 1º giugno 1986 34ª giornata | Casarano | 2 – 0 | Casertana |  |